# Jokohama F. Marinos
Jokohama F. Marinos (japonsko 横浜F・マリノス) je japonski nogometni klub iz Jokohame, ki igra v prvi japonski ligi. Ustanovljen je bil leta 1972, domači stadion kluba je Stadion Nissan. 

## Igralci kluba na SP
Svetovno prvenstvo 1994 (ZDA)
- Ramón Medina Bello

Svetovno prvenstvo 1998 (Francija)
- Masami Ihara
- Šodži Džo
- Jošikacu Kavaguči
- Norio Omura

Svetovno prvenstvo 2002 (Južna Koreja in Japonska)
- Naoki Macuda

Svetovno prvenstvo  2006 (Nemčija)
- Judži Nakazava

Svetovno prvenstvo  2010 (Južna Afrika)
- Šunsuke Nakamura
- Judži Nakazava

## Uspehi
Azijski pokal pokalnih zmagovalcev
- Zmagovalci: (2 x ) 1992 in 1993

Japonski pokal
- Zmagovalci: (1 x ) 2001

Japonski prvaki
- Japonska liga (2 x) : 1989, 1990;
- J League 1 (5 X) : 1995, 2003, 2004, 2019, 2022

## Trenerji
| Ime in priimek     | Državljan | Obdobje                      |
| ------------------ | --------- | ---------------------------- |
| Hidehiko Šimizu    | Japonska  | 1993–1994                    |
| Jorge Solari       | Argentina | 1995 (jan-jun)               |
| Hiroši Hajano      | Japonska  | 1995–1996                    |
| Xabier Azkargorta  | Španija   | januar 1997–avgust 1998      |
| Gert Engels        | Nemčija   | september 1998–december 1998 |
| Antonio de la Cruz | Španija   | 1999                         |
| Osvaldo Ardiles    | Argentina | januar 2000– december 2000   |
| Jošiaki Šimodžo    | Japonska  | 2001(jan-jun)                |
| Sebastião Lazaroni | Brazilija | junij 2001– december 2001    |
| Jošiaki Šimodžo    | Japonska  | 2002                         |
| Takeši Okada       | Japonska  | jan 2003–avg 2006            |
| Takaši Mizunuma    | Japonska  | avgust 2006–december 2006    |
| Hiroši Hajano      | Japonska  | januar 2007–december 2007    |
| Takaši Kuvahara    | Japonska  | januar 2008– julij 2008      |
| Kokiči Kimura      | Japonska  | julij 2008–december 2009     |
| Kazuši Kimura      | Japonska  | januar 2010–december 2011    |
| Jasuhiro Higuči    | Japonska  | december 2011–               |

## Reprezentanti
| Japonska - Akihiro Endo - Jasuhiro Hato - Masami Ihara - Šodži Džo - Jošikacu Kavaguči - Kazuši Kimura - Tacuhiko Kubo - Juzo Kurihara - Naoki Macuda - Šigetacu Macunaga - Takaši Mizunuma - Šunsuke Nakamura - Eisuke Nakaniši - Judži Nakazava - Daisuke Oku - Norio Omura - Daisuke Sakata - Hajuma Tanaka - Jošiharu Ueno - Kazuma Vatanabe - Kodži Jamase |  | AZIJA - Ahn Jung-Hwan - Kim Kun-Hoan - Shin Byung-Ho - Yoo Sang-Chul |  | JUŽNA AMERIKA - Alberto Acosta - David Bisconti - Ramón Díaz - Néstor Gorosito - Ramón Medina Bello - Gustavo Zapata - Julio César Baldivieso | EVROPA - Goran Jurić - Dušan Petković - Andoni Goikoetxea - Julio Salinas |  |  |